# Gia Miễn
Gia Miễn là một xã thuộc huyện Văn Lãng, tỉnh Lạng Sơn, Việt Nam.
Xã Gia Miễn có diện tích 51,87 km², dân số năm 1999 là 2.293 người, mật độ dân số đạt 44 người/km².
Theo thống kê năm 2019, xã Gia Miễn có diện tích 51,78 km², dân số là 2.246 người, mật độ dân số đạt 43 người/km².